# Juan Carlos Arango
Juan Carlos Arango (Cali, 19 de marzo de 1964) es un actor de televisión colombiano. Ha participado en diferentes series y novelas de las principales cadenas colombianas: Caracol Televisión y RCN Televisión.

## Filmografía

### Televisión
| Año       | Título                                    | Personaje                           | Canal                        |
| --------- | ----------------------------------------- | ----------------------------------- | ---------------------------- |
| 2024      | Pedro el escamoso: más escamoso que nunca | Enrique Bueno Lindo                 | Caracol Televisión / Disney+ |
| 2024      | Devuélveme la vida                        | Sargento Mayorga                    | Caracol Televisión           |
| 2023      | Survivor: La isla de los famosos          | Participante                        | Canal RCN                    |
| 2022      | Las Villamizar                            | Coronel Quintero                    | Caracol Televisión           |
| 2022      | Arelys Henao: canto para no llorar        | Ariulfo                             | Caracol Televisión           |
| 2021      | Enfermeras                                | Orlando Torres                      | Canal RCN                    |
| 2021      | De brutas, nada 2                         | Cardozo                             | Amazon Prime Vídeo           |
| 2020      | La nena 3                                 | Abogado Cuca                        | Caracol Play                 |
| 2020      | Operación pacifico                        | César 'El Gobernador'               | Telemundo                    |
| 2019-2020 | El general Naranjo                        | General Miguel Rocha                | Fox Premium                  |
| 2019      | BJ El Propio                              | Fabio                               | Teleantioquia                |
| 2019      | Las muñecas de la mafia 2                 | Alirio                              | Caracol Televisión           |
| 2019      | Un bandido honrado                        | Fernando Herrera Marín "Don Fercho" | Caracol Televisión           |
| 2018      | Descontrol                                | Arturo                              | Univision                    |
| 2018      | Garzón Vive                               | Profesor José Antioquera            | Canal RCN                    |
| 2017      | Pambelé                                   | Legata                              | Canal RCN                    |
| 2017      | Sobreviviendo a Escobar, alias JJ         | Cristóbal Charria                   | Caracol Televisión           |
| 2016      | La viuda negra 2                          | Gitano                              | UniMás                       |
| 2015-2016 | Anónima                                   | Manuel Cáceres                      | Canal RCN                    |
| 2015-2016 | Las hermanitas Calle                      |                                     | Caracol Televisión           |
| 2015      | Narcos                                    | General Ariza                       | Netflix                      |
| 2015      | Esmeraldas                                | Ivan                                | Caracol Televisión           |
| 2015      | Tiro de gracia                            | Káiser                              | Caracol Televisión           |
| 2013      | Comando elite                             | Daniel Rendón Herrera "Don Mario"   | Canal RCN                    |
| 2013      | Reto de mujer                             | Vampiro                             | Canal RCN                    |
| 2013      | La selección                              | Jorge Luis Pinto                    | Caracol Televisión           |
| 2013      | Crónicas de un sueño                      | Ovidio                              | Canal Capital                |
| 2012      | Escobar, el patrón del mal                | Gustavo Ramírez "El Mariachi"       | Caracol Televisión           |
| 2012      | Los Canarios (serie de televisión)        | Reparto Secundario                  | Caracol Televisión           |
| 2011      | Confidencial                              |                                     | Caracol Televisión           |
| 2010      | El Cartel 2: la guerra total              | Buñuelo                             | Caracol Televisión           |
| 2008-2009 | Vecinos                                   | Mauricio Rey León                   | Caracol Televisión           |
| 2008      | El cartel                                 | Gonzalo Tovar "Buñuelo"             | Caracol Televisión           |
| 2007-2008 | Pocholo                                   | Mameluco                            | Caracol Televisión           |
| 2006-2007 | La ex                                     | Francisco 'Paco' Martínez           | Caracol Televisión           |
| 2006-2007 | Hasta que la plata nos separe             | Ramón                               | Caracol Televisión           |
| 2004-2005 | La saga, negocio de familia               | Gerardo                             | Caracol Televisión           |
| 2004-2005 | Luna, la heredera                         | Ignacio                             | Caracol Televisión           |
| 2003      | Como Pedro por su casa                    | Enrique Bueno Lindo                 | Caracol Televisión           |
| 2001-2003 | Pedro el escamoso                         | Enrique Bueno Lindo                 | Caracol Televisión           |
| 2000      | La caponera                               | Medardo Pinzon                      | Caracol Televisión           |
| 1999      | La dama del pantano                       |                                     | Caracol Televisión           |
| 1996      | Candela                                   |                                     | Caracol Televisión           |
| 1995      | Tentaciones                               | Rafael Rodríguez                    | Caracol Televisión           |
| 1995      | El despecho                               |                                     | Caracol Televisión           |
| 1994-1995 | Paloma                                    |                                     | Caracol Televisión           |
| 1994-1995 | Café, con aroma de mujer                  | Aurelio                             | Canal A                      |
| 1993-1994 | Pasiones secretas                         |                                     | Caracol Televisión           |
| 1993      | La otra raya del tigre                    | Cecilio Sanchez                     |                              |
| 1992      | La pantera                                | Lucio                               | Caracol Televisión           |
| 1992      | Archivo Secreto                           |                                     |                              |
| 1991      | Escalona                                  | Jaime Molina                        | Caracol Televisión           |
| 1990      | El pasado no perdona                      |                                     | Cadena Uno                   |
| 1990      | Laura por favor                           |                                     |                              |
| 1989      | LP loca pasión                            | Juancho                             | Caracol Televisión           |
| 1988-1989 | Corín Tellado                             |                                     |                              |
| 1988-1989 | Amar y vivir                              | Jacinto                             | Cadena Uno                   |

### Cine
| Año  | Título                                      | Personaje    |
| ---- | ------------------------------------------- | ------------ |
| 1996 | Oedipo alcalde La Nena, teatro en capítulos | Jefe Militar |
| 2005 | Los asombrosos días de guillermino          |              |
| 2007 | Hacia la oscuridad                          | Bucko        |
| 2016 | El Paseo 4                                  | Vargas       |
| 2017 | Por la sombra                               | Chepe        |
| 2017 | El pais mas feliz del mundo                 | Mariano      |
| 2019 | Boyaco Man                                  |              |

### Teatro
| Año  | Título                       | Personaje    |
| ---- | ---------------------------- | ------------ |
| 2021 | La Nena, teatro en capítulos | Abogado Cuca |